# Anaea ecuadoralis
Anaea ecuadoralis är en fjärilsart som beskrevs av Johnson och Comstock 1941. Anaea ecuadoralis ingår i släktet Anaea och familjen praktfjärilar. Inga underarter finns listade i Catalogue of Life.